# Лонщаков, Константин Васильевич
 Константи́н Васи́льевич Лонщако́в  (18 июня 1924 года, село Большое Маресьево Лукояновского уезда Нижегородской губернии — 16 октября 2016 года) — ветеран Великой Отечественной войны, подполковник запаса, почётный гражданин Нижнего Новгорода.

## Биография
Окончил школу с золотой медалью в 1941 году. С 1941 по 1942 гг. работал учителем неполной средней школы в городе Лукоянов.
В июне 1942 года был призван в армию. Воевал в составе 23-й стрелковой бригады НКВД. В 1942—1943 гг. участвовал в боях под Ржевом и Смоленском. За проявленные мужество и героизм получил звание лейтенанта. Затем воевал на 2-м Украинском фронте, участвовал в освобождении Львова, Житомира, Винницы.
Приказом ВС 40-й армии 2-го украинского фронта №: 74/н от 10.07.1944 года командир отделения взвода пешей разведки 238-го отдельного стрелкового батальона 23-й стрелковой бригады ВВ НКВД младший сержант Лонщаков награждён медалью «За боевые заслуги» за успешные действия в тылу 40-й армии по поимке шпионов, диверсантов, дезертиров, пособников фашистов. В апреле 1944 года самолично захватил в плен двух вооружённых бандитов, давших важные сведения по месту расположения банды, позднее уничтоженной. Также самолично захватил двух дезертиров с оружием.
В 1944 году был направлен на учёбу в Свердловское военное училище.
Победу встретил в Румынии.
С мая 1945 года по 1953 год проходил службу в органах государственной безопасности в составе советских оккупационных войск в Берлине. Во время службы в Германии окончил Университет марксизма-ленинизма, а также юридический вуз. По возвращении из ГДР получил третье высшее — экономическое образование.
В 1956—1960 гг. возглавлял отдел в Горьковском НИИ радиотехники. С 1960 по 1973 гг. занимал должность заместителя директора по общим вопросам Правдинского завода радиорелейной аппаратуры.
В 1973 году назначен начальником строящегося тогда на окраине Сормовского района Горького объединения «Волговятэлектроснабсбыт» Волго-Вятского территориального управления Госснаба СССР. Один из крупнейших в СССР универсальных складских комплексов создавался для обеспечения нескольких областей и автономных республик Волго-Вятского района машиностроительной и электротехнической продукцией. К. В. Лонщаков возглавлял объединение почти 30 лет. Благодаря организаторскому таланту Лонщакова, объединение стало центром снабжения Поволжья и за время его руководства было удостоено ордена «Знак Почёта», Золотой медали ВДНХ, 13-ти переходящих Красных знамён и 2-х памятных знаков по итогам VI и XI пятилеток.
Избирался депутатом Балахнинского горсовета народных депутатов и Сормовского районного Совета народных депутатов нескольких созывов.

## Награды и звания
- Орден Ленина;
- Орден Октябрьской Революции;
- Орден Трудового Красного Знамени;
- Орден Отечественной войны II степени;
- Орден «Знак Почёта»;
- Медаль «За боевые заслуги» (1944);
- Медаль ордена «За заслуги перед Отечеством» I степени (17 декабря 1994) — за заслуги перед народом, связанные с развитие российской государственности, достижениями в труде, науке, культуре, искусстве, укреплением дружбы и сотрудничества между народами[8];
- 15 медалей;
- Звание «Почётный гражданин Нижнего Новгорода» присвоено постановлением Городской Думы Нижнего Новгорода от 27 апреля 1995 года № 18[9];
- Персональная награда «Earthmaker» — нагрудный знак «За мудрость и гибкость политики управления» (1997).

## Память
На доме, где долгие годы жил К. В. Лонщаков (Нижний Новгород, ул. Коминтерна, 182) 1 ноября 2017 года установлена мемориальная доска.